# Henry Norris Russell
Henry Norris Russell (Oyster Bay, 25 ottobre 1877 – Princeton, 18 febbraio 1957) è stato un astronomo statunitense.

## Biografia
Dopo gli studi all'Università di Princeton, divenne professore di astronomia nel 1905. Nel 1910, indipendentemente da Ejnar Hertzsprung, sviluppò il cosiddetto diagramma H-R. Nel 1911 divenne direttore dell'Osservatorio dell'Università.
Nel 1927 fu pubblicato un importante libro di cui era coautore con Raymond Smith Dugan e John Quincy Stewart, Astronomia: Una revisione del manuale di astronomia per i giovani. Questo testo divenne per circa vent'anni uno dei libri fondamentali per gli studi astronomici, il primo riguardante il Sistema Solare, e il secondo l'astrofisica stellare.
Basandosi su conoscenze errate, consigliò a Cecilia Payne di non pubblicare un suo studio sulla composizione del Sole (la Payne, correttamente, individuò nell'idrogeno il componente principale del Sole, mentre Russell e la comunità scientifica ritenevano fosse il ferro), tranne poi pochi anni dopo pubblicare lui la scoperta, prendendosene i meriti.

## Riconoscimenti
- Medaglia d'oro della Royal Astronomical Society (1921)
- Medaglia Henry Draper (1922)
- Medaglia Bruce (1925)

A Russell sono intitolati:
- un premio, l'Henry Norris Russell Lectureship, assegnato dalla American Astronomical Society
- il cratere Russell, sulla Luna
- il cratere Russell, su Marte
- un asteroide, 1762 Russell